# Acrolophus morrisoni
Acrolophus morrisoni är en fjärilsart som beskrevs av Walsingham 1887. Acrolophus morrisoni ingår i släktet Acrolophus och familjen Acrolophidae. Inga underarter finns listade i Catalogue of Life.